# 1927 في كولومبيا
فيما يلي قوائم الأحداث التي وقعت خلال عام 1927 في كولومبيا.

## سياسة

### انتهاء فترة المنصب
- 12 يناير – ماركو فيديل سواريس وزير خارجية كولومبيا.

## مواليد

### مارس
- 6 مارس – غابرييل غارثيا ماركيث كاتب كولومبي.

## وفيات

### أبريل
- 3 أبريل – ماركو فيديل سواريس (مواليد 1855)

### يوليو
- 1 يوليو – بيدرو نيل أوسبينا (مواليد 1858)